# 県監
県監（ヒョンガム）は、 朝鮮王朝の官職。従六品官で県の長である。

## 歴史
統一新羅時代には県の規模に関係なく、全ての県に県令が置かれたが、高麗では大県に県令、小県には七品官の監務が置かれた。
王朝が朝鮮に交代してもこの官制は踏襲されたが、太宗13年（1413年）に地方制度改革が行われてそれまでの監務を県監に改称し、県の守令として県令と県監が置かれた。主要な県を管轄する従五品官の県令と異なり、県監はより小さい県の地方官であり、軍職では節制都尉を兼ねた。地方の守令としては最も低い官職であり、当時の地方の末端機関の長である駅の察訪（従六品官）と同格であった。経国大典で法制化されて大韓帝国期まで存続した。